# Acacia dietrichiana
Acacia dietrichiana — вид квіткових рослин з родини бобових. Ареал: Австралія (Квінсленд).

## Середовище й екологія
Дерево зустрічається у внутрішніх районах північного та центрального Квінсленда від Білих гір на півночі до околиць Тамбо на півдні, де воно росте на скелястих і неглибоких піщаних ґрунтах.

## Біоморфологічна характеристика
Це слабо розгалужене дерево може досягати висоти 6 метрів і має червонуваті липкі гілки. Він має тьмяні синьо-зелені довгасті філодії прямі та шкірясті, тупі та гладкі, довжиною від 1 до 2,5 см і шириною від 0,2 до 0,3 мм з помітною середньою жилкою. Коли він цвіте в період з червня по липень дає золотисті сферичні квіткові голівки, а потім коричневі стручки, які мають довжину від 4 до 6 см і ширину близько 5 мм.